# Hugo Boucheron
Pour les articles homonymes, voir Boucheron (homonymie).
Hugo Boucheron, né le 30 mai 1993 à Lyon, est un rameur français, champion olympique en deux de couple, détenteur de plusieurs titres nationaux et internationaux avec son partenaire Matthieu Androdias. Il est licencié depuis ses débuts au Cercle de l'Aviron de Lyon (CAL).

## Carrière sportive
En 2016, il participe pour la première fois aux Jeux olympiques de Rio de Janeiro et termine 6e de la catégorie deux de couple. 
Le 5 août 2018, il est sacré champion d'Europe en deux de couple avec son coéquipier Matthieu Androdias lors des Championnats d'Europe à Glasgow. 
Le 16 septembre 2018, le duo est sacré champion du monde en deux de couple lors des Mondiaux de Plovdiv. 
Le 11 avril 2021, l'équipage Boucheron - Androdias remporte la finale du deux de couple aux Championnats d'Europe de Varèse.
Le 1er mai 2021, il remporte sa première Coupe du Monde à Zagreb en duo avec Matthieu Androdias.
Lors des Jeux olympiques d'été de 2020 à Tokyo, il participe à l'épreuve du deux de couple avec son compatriote Matthieu Androdias. Avec un temps de 6 min 0 s 33 (record olympique), ils sont sacrés champions olympiques,.
Le 25 septembre 2022, il remporte un second titre de champion du monde à Racice en duo avec Matthieu Androdias.

## Carrière politique
Depuis juin 2022, Hugo Boucheron est le suppléant de la Députée MoDem de la cinquième circonscription du Rhône Blandine Brocard.

## Palmarès[8]

### Jeux olympiques
- 2016 à Rio de Janeiro,  Brésil
  - 6e place en deux de couple (détails).
- 2021 à Tokyo,  Japon
  -  Médaille d'or en deux de couple.
- 2024 à Paris,  France
  - 8e place en deux de couple (détails).

### Championnats du monde
- 2011 à Eton,  Royaume-Uni
  -  Médaille d'argent en deux de couple (juniors).
- 2015 à Aiguebelette,  France
  - 6e place en deux de couple.
- 2017 à Sarasota,  États-Unis
  - 6e place en deux de couple.
- 2018 à Plovdiv,  Bulgarie
  -  Médaille d'or en deux de couple.
- 2022 à Racice,  République tchèque
  -  Médaille d'or en deux de couple.

### Championnats d'Europe
- 2015 à Poznań,  Pologne
  -  Médaille d'argent en deux de couple.
- 2018 à Glasgow,  Royaume-Uni
  -  Médaille d'or en deux de couple.
- 2021 à Varèse,  Italie
  -  Médaille d'or en deux de couple.

### Coupes du monde
- 2021 à Zagreb, Croatie
  -  Médaille d'or en deux de couple.

### Championnats de France
- 2013 à Cazaubon (Gers)
  -  Médaille de bronze en skiff
- 2015 à Mantes-la-Jolie (Yvelines)
  -  Médaille d'or en quatre de couple - Bateaux longs
- 2015 à Cazaubon (Gers)
  -  Médaille d'argent en skiff
- 2016 à Gravelines (Nord)
  -  Médaille d'or en quatre de couple - Bateaux longs
- 2016 à Cazaubon (Gers)
  -  Médaille d'argent en skiff
- 2017 à Cazaubon (Gers)
  -  Médaille d'or en skiff
- 2018 à Cazaubon (Gers) et Libourne (Gironde)
  -  Médaille d'or en huit - Bateaux longs
  -  Médaille d'argent en skiff
- 2019 à Cazaubon (Gers)
  -  Médaille d'or en skiff

## Décoration
- Chevalier de la Légion d'honneur (2021)[9]
- Médaille de la jeunesse, des sports et de l'engagement associatif, or (2025)[10]